# H&K MP7
H&K MP7は、ドイツのヘッケラー&コッホ社が開発したPDWである。
発表当初はPDWという名称だったが、のちにPDWは一般名詞となり、この銃は短機関銃（MP：Maschinenpistole）を指すMP7の名前が冠された。

## 開発背景
MP7の開発は1990年代に始まる。当時アメリカは防弾ベストの着用が一般的になった戦場でピストルやピストル弾薬に代わる兵器、つまりPDWを検討するプログラムを行っていた。また、NATO諸国でも同様のプログラムがスタートしていた。
これらのプログラムにFN社はP90を提出したが、当時同様の小火器を開発していなかったH&K社はMP5Kサブマシンガンをベースにショルダーストックを追加したMP5K-PDWを提出した。しかし、従来のピストル弾薬を使用するMP5ではプログラムの要求に対して不十分であり、このことからP90に危機感を持ったH&K社は、同社のMP5やUMPとは全く異なるコンセプトの小火器を開発することになる。
1999年に一般公開され、2000年に将来的に発展改良することを前提にドイツ連邦軍に仮制式兵器に選定され、MP7の制式名称を与えられている。

## 特徴

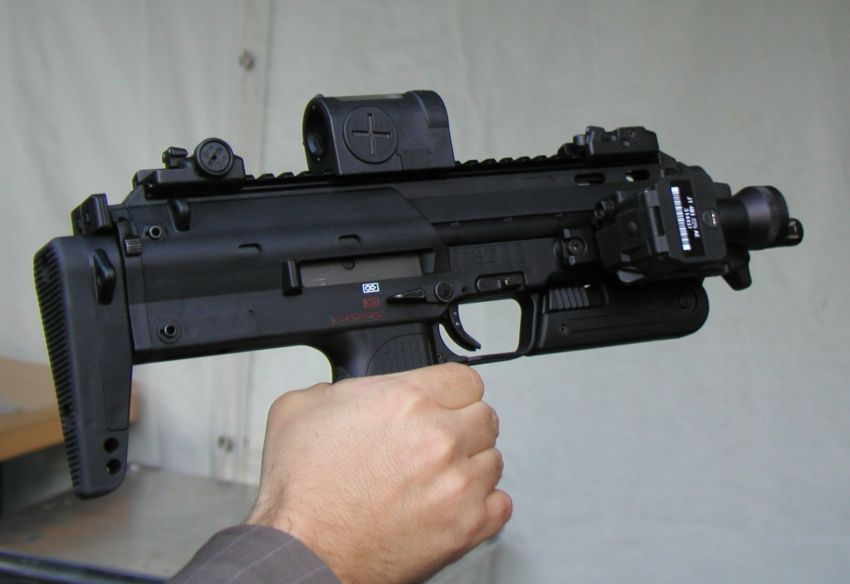
ドイツ陸軍に配備されているMP7A1。カール・ツァイス製ダットサイト、エリコン製LAMが装備されている。また、セレクトレバー、ボルトリリースが右側にも付いている事がわかる。

MP7の特徴は、先に述べたようにライバルとも言えるFN P90に対抗してPDWとしての全く新しいカテゴリの銃として開発されており、弾丸はH&K G11の4.7x33mm弾の開発データを元に開発した4.6x30mm専用弾薬を使用する。公式発表では、P90の5.7x28mm弾よりも威力があるとアナウンスされているが真偽不明である。
ディスカバリーチャンネルの番組「フューチャー・ウェポン」のシーズン第2の第3回においてケブラー製ヘルメットおよびボディアーマーを貫通している。ただし、セラミックプレートなどに対して効果があるかは不明である。
デザイン面についてはP90とは趣が180度異なり、ステアーTMP、UZIなどの既存の小型短機関銃と似たシルエットを持ちながらも、全長415 mm（P90は504 mm）、ストックオープン時は638 mm、重量は1.5 kg（マガジン込みで1.8 kg、P90はマガジン抜きで2.8 kg）と、PDWに求められる携行性および隠匿性に特化したデザインとなっている（因みに、MP7専用のホルスターがイーグル社で開発されている事からも、そのコンパクトさが窺える）。これは、後方部隊やヘリコプター、戦闘機パイロットの自衛用火器という、PDWの想定するケースにおいて特に有効である他、武器の隠匿を要し、車両での移動が多い要人警護の場、小型武器が好まれるCQBの場などでも有効である事を意味する。また、セレクトレバーおよびボルトリリースが左右に付いているため右利き、左利き問わずに使用できる。
機構に関しては、G3以来、H&K社の小火器の作動方式の大きな特徴であったローラー遅延式ブローバック方式ではなく、同社製G36アサルトライフルと同じくマイクロロッキングラグと回転ボルトによる閉鎖機構を持つショートストロークピストン式を採用している。弾薬のスペック的はシンプルブローバックでも十分に対応可能だが、ライフル並の閉鎖機構を採用する事で製造コストの増加と引き換えに軽量化を実現している。
レシーバー前方下面に折畳式のバーチカルグリップが標準で装備されており、銃自体の反動はMP5以下で、消音器装備で発射した場合の静粛性もMP5SD6より静かである。命中精度もMP5以上のものとなり、200 m離れた標的にも命中する集弾性を持つ。
2004年には改良型のMP7A1がリリースされており、ボルトストロークの延長を施し連射速度の低下を図った（弾切れが早くなってしまうための処置）他、レシーバー前方左右側面に小型のピカティニー・レールを追加している。また、さらなる改良型のMP7A2では折畳式グリップは標準仕様では廃止され、ピカティニー・レールがレシーバー前方下面にも装備されている。
P90の5.7x28mm弾を使用した自動式拳銃「FN Five-seveN」と同様に、MP7と銃弾共通性を持たせた後述の拳銃「P46」も開発されていたが、後述の理由で中止となっている。

## アクセサリ等

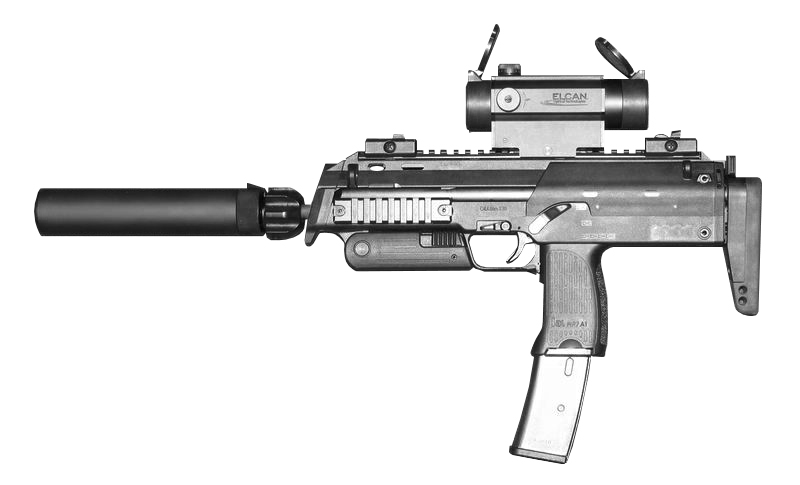
サプレッサー、スコープ、40発マガジンを装備したMP7A1

MP7の特徴として、豊富なアクセサリが用意されている点が挙げられる。MP7は銃口にフラッシュハイダーが標準で装備されているが、オーダーメイドのアタッチメントでサプレッサーも装備できるようになっている。また、ピカティニー・レールを上部に付ける事でダットサイトやスコープの取り付けも可能となっているなど、拡張性にも富む。
MP7A1では、更にフロントサイドにピカティニー・レールが追加された事で、フラッシュライトやレーザーモジュールの取り付けができる様になり、拡張性が拡大された。

## H&K P46
H&K P46は、ドイツ連邦のH&K社が開発した自動拳銃である。
開発中は「UCP (Ultimate Combat Pistol)」と呼ばれていた。

### 特徴
「P90」と「Five-seveN」と同じ関係であり、MP7と同様に4.6x30mm弾を使用する。革新的な閉鎖機構を採用しているとされるが、パテントの関係から非公開とされ、どのような機構なのかは不明。
フレーム先端下部にピカティニー・レールがあり、フラッシュライトなどのアクセサリを装着できる。
2003年のプロトタイプでは同社のH&K G11のピストル版とも言える様な直線的なデザインが特徴であったが、2004年のプロトタイプではグリップ、スライド形状が変更されたものが発表されている。
2009年、「拳銃の形から、十分な弾道性能が得られない」との理由で開発中止となった。
またサイズや銃身長などからH&K MP7で十分（大型拳銃やマシンピストルのように片手持ちでも撃てるため）であると考えられた事なども理由としてあげられる。

## 採用国

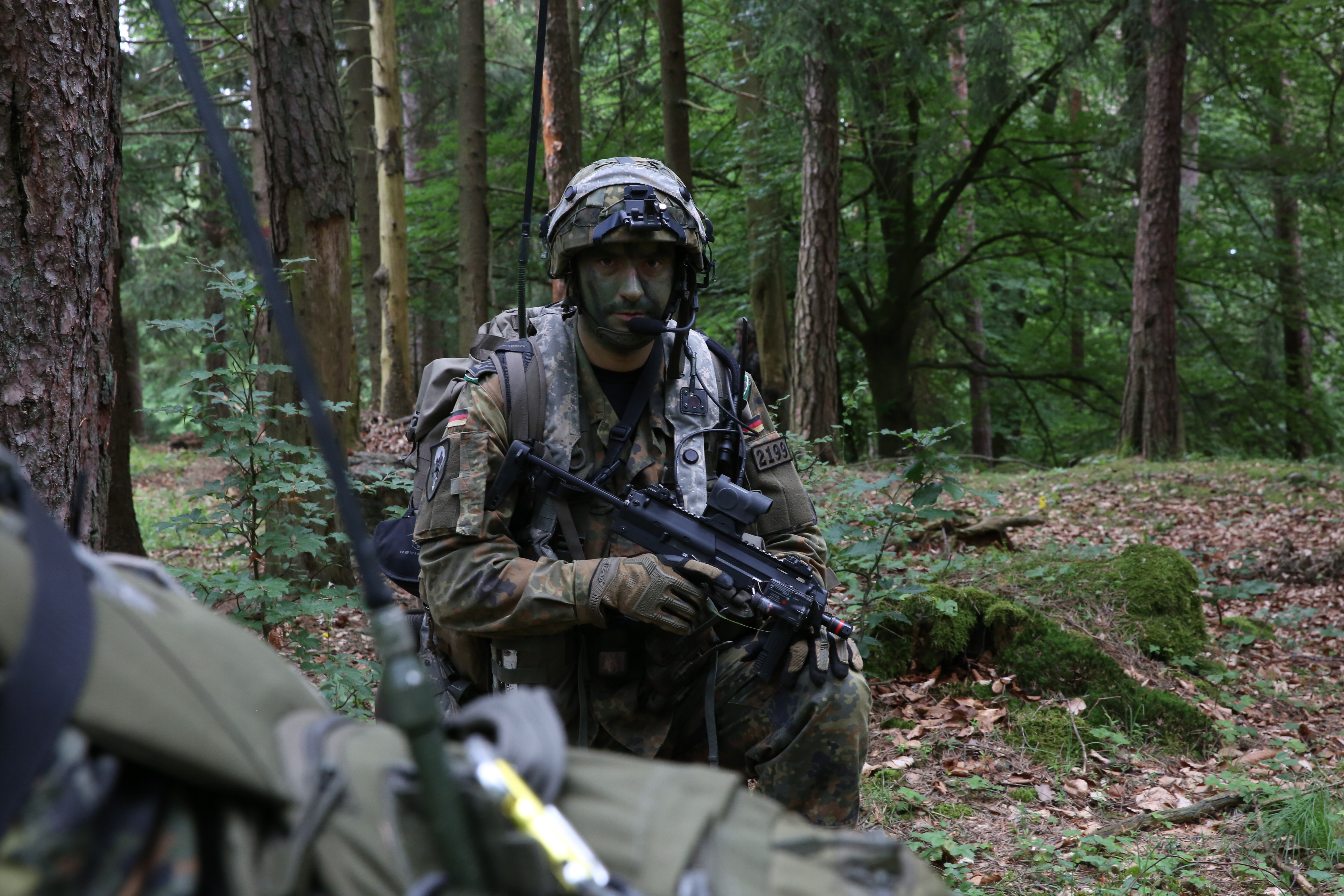
演習時にMP7A1を装備するドイツ連邦陸軍第31空挺連隊の兵士

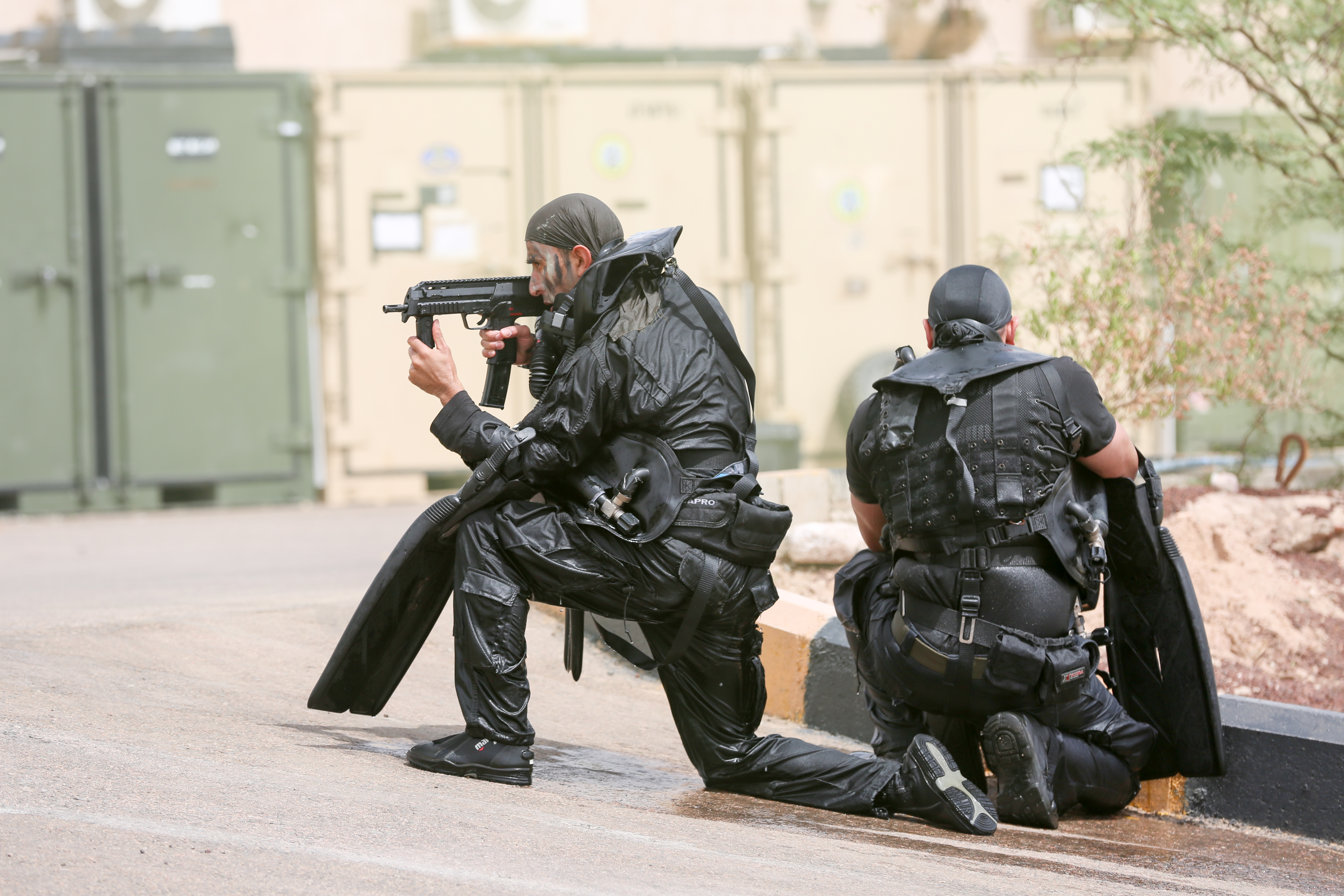
演習において水中から上陸し、MP7A1を構えるヨルダンの特殊部隊隊員

MP7への改名直後の2000年からドイツ連邦軍で試験運用が行われており、その後上記の改良を施したMP7A1が配備されたのは2004年7月にドイツ連邦軍に採用されたのが最初である。その後、ドイツのGSG-9やKSK（ドイツ陸軍特殊作戦部隊）への導入をはじめ、各機関に徐々に採用されている。
 アルバニア
アルバニア警察のRENEAに配備。
 オーストリア
EKOコブラで使用。
 フランス
ソマリアでの諜報員救出作戦に失敗した際、アル・シャバブにより殺害されたとされる、フランスDGSE特殊部隊員の画像に写っている。
 ドイツ
KSKをはじめとするドイツ連邦軍およびGSG-9で使用。
 イタリア
イタリア陸軍が採用
 アイルランド
アイルランド警察地方支援部隊に配備されている。
 ヨルダン
 日本
陸上自衛隊が4.6mm短機関銃(B)という名称の装備を調達しており、ヘッケラー&コッホ社製との記載があることからMP7と思われる。
一般部隊における配備は確認されていないため、特殊作戦群向けと考えられる。
 韓国
海洋警察庁の海洋警察特別攻撃隊（SSAT）に配備。
 ラトビア
ラトビア軍が採用。
 ノルウェー
MP5を置き換えるために、ノルウェー陸軍向けに6,500丁導入している。
 オマーン

 イギリス
国防省警察（国防省施設を担当する特別警察）に配備。MP5、FN ブローニング・ハイパワー、L85を置き換える目的で導入。このMP7はシングルファイア仕様(名称はMP7-SF)である。
 アメリカ合衆国
アメリカ海軍の特殊部隊DEVGRUとサンタクララ郡警察で採用。特にDEVGRUではウサマ・ビンラディン殺害作戦において使用されたとされる。

## 遊戯銃
現在、MP7A1の遊戯銃は、東京マルイとアカデミー科学（商品名「M7SMG」）とVFCから電動ガンが、KSCと東京マルイ、VFCからブローバックガスガンが発売されている。このうちメーカーからライセンスを取得したVFCのみが1/1スケールを再現しており、他社製品は実物より小さくなっている。過去には頑住吉より、名前が「PDW」だった頃のMP7が固定スライドガスガンとして発売されていた。このモデルは啓平社製固定スライドガスガンUSPを内蔵するガレージキットで、グリップ角度が実物と異なっていた。

## 登場作品

### 映画・テレビドラマ
『007/ノー・タイム・トゥ・ダイ』
サフィンのアジトにボンドと侵入した際、ノーミが使用。
『24 -TWENTY FOUR-』
シーズン6・シーズン7でジャック・バウアーが使用。
『G.I.ジョー』
バロネスが使用。
『G.I.ジョー バック2リベンジ』
スネークアイズが使用。後半では二丁持ちしている。
『RED/レッド』
マーヴィンの隠れ家、フランクの武器庫に保管されている。
『REDリターンズ』
ヴィクトリアがドットサイトを装着したA1を使用する。

『アンダーワールド2 エボリューション』
セリーンと吸血鬼特殊部隊が使用。
『仮面ライダーアマゾンズ』
水澤美月が使用。
『コバート・アフェア』
『ザ・ウォーカー』
物語後半、ソラーラがジョージの取り出した本銃を手に、カーネギーの一味と銃撃戦を繰り広げる。
『ステルス』
カーラ・ウェイド大尉が使用。
『ゾンビランド』
放棄された車に積まれていた武器の1つとしてA1が登場。遊園地での戦闘でタラハシーが使用するほか、本銃を見つけた際にタラハシーが嬉しさのあまり空に向けて乱射する。序盤にも、アメリカ合衆国議会議事堂前の道路に転がっていた。
『ダイ・ハード4.0』
エマーソンがZ-Point ドットサイトを装着したA1を使用。
『ナイト&デイ』
序盤のハイウェイで主人公のロイ・ミラーが組織の車で発見。また、中盤でヒロインのジューン・ヘイヴンスとロイがサイドに20mmレールが装着されていないモデルを発砲。
『ロボコップ（2014年）』
アレックス・マーフィー（ロボコップ）が使用。ただし、これはもともとマーフィーの主装備であるM2 バトルライフルのプロップの装弾数が少なく、装弾数の多いMP7にカバーを被せて撮影するつもりだったもののミスが生じたことによる。

### アニメ
『Re:CREATORS』
特殊作戦群がダットサイト付を使用している。
『ROBOTICS;NOTES』
終盤、種子島宇宙センターを占拠した武装集団が所持。
『劇場版 魔法少女まどか☆マギカ [新編]叛逆の物語』
暁美ほむらが、ダットサイト付を巴マミとの銃撃戦で使用。
『ささみさん@がんばらない』
地球連合政府兵士がダットサイト付を使用。

### 漫画
『S -最後の警官- 』
テロ組織「アルタイル」がコンサートホールの占拠や、都内での無差別テロで使用する。作品では米軍内に居るシンパが日本に持ち込んで提供したと推測されている。
『攻殻機動隊 ARISE』
草薙素子がA1を二丁撃ちで使用。また、5巻でゲリラが初期モデルを使用。
『こちら葛飾区亀有公園前派出所』
第187巻第3話「富士登山駅伝競走の巻」に登場。GSG-9が両津勘吉との銃撃戦で手榴弾と共に使用。
『ブラック・ジョーク』

『プランダラ』
園原水花が二丁撃ちで使用するほか、単発射撃で牽制に使用する。また新型の撃墜王との戦闘では、弾切れになった本銃を相手に投げつけ怯ませた隙に、格闘戦を仕掛けつつ銃を回収しリロードするなど、戦いを避け続けていた彼女からは想像できないほど高度な戦闘を展開している。
『魔法少女特殊戦あすか』
魔法少女ウォーナース☆くるみが使用。また、中国人工作員らが対インドの活動の中で使用する。
『めだかボックス』
宗像形が二丁持ちで使用。
『ヨルムンガンド』
バルメがA1のEOTech ホロサイト付きを使用。

### 小説
『学園キノ』
ワンワン刑事が使用。
『ゲート 自衛隊 彼の地にて、斯く戦えり』
某国の特殊部隊の装備および、その装備を鹵獲した自衛隊の員数外の装備として登場。また、「外伝参 黄昏の竜騎士伝説編」で主人公がホロサイト、レーザーサイト付を使用。
『ソードアート・オンライン』
シノンのセカンダリーとして5巻と6巻に登場。
『ピノキオ急襲』
佐渡島に上陸したロボット兵士「ピノキオ」および特殊部隊「サイレント・コア」の隊員がストーリー全体に渡ってメインウェポンとして使用するほか、「サイレント・コア」の隊員がP46を使用する。
『北方領土奪還作戦』
陸上自衛隊の仮想特殊部隊「サイレント・コア」の装備として使用している。

### ゲーム
『2SPICY』
チャーリーが使用。装弾数20発のノーマル仕様。
『Alliance of Valiant Arms』
ゲーム内兵科「ポイントマン」のメイン武器として登場。
『CRYSIS』
「SMG」という名称で登場。
『Killing Floor』
「MP7M Medic Gun」という名称で登場。ドットサイトと体力回復用アンプル発射装置を装備している。
『MASSIVE ACTION GAME』
「KP7」の名称でレーヴンのPDWとして登場。
『Paperman』
サブマシンガンとして登場。値段は53,000PG。
『WarRock』
工兵・衛生兵用の武器としてがらっチャ!に実装されている。
『アーミー オブ ツー』
サブウェポンとして登場。
『怪盗ロワイヤル-zero-』
「スターマシンガン」の名称で登場。
『カウンターストライクオンライン』
ゲーム内のポイントを消費して購入可能。ゾンビ2以降でステージに出現する補給箱の中からは、二丁拳銃仕様のMP7を入手可能。
『クロスファイア』
ゲーム内通貨で購入可能。
『ゴーストスカッド』
「CPG7」として登場。ICカードを使用した際にLv.50に到達すると使用できる。
『ゴーストリコン フューチャーソルジャー』
ゲーム内兵科「偵察兵」のゴースト側、初期装備SMGとして「MP7」という名称で登場。装弾数40発。
『コール オブ デューティシリーズ』
『Call of Duty: Modern Warfare: Mobilized』
SASの隊員が使用。装弾数40発。
『CoD:MW3』
レベル74でアンロックされるサブマシンガンとして登場。
『CoD:BO2』
キャンペーン、マルチプレイ、ゾンビモードで使用可能。キャンペーンではアメリカ軍兵士が使用する。
『CoD:MW』
MP7A2が登場。キャンペーン、マルチプレイで使用可能。40発マガジンを標準装備している。
『Call of Duty: Mobile』
QXRという名前で登場。
『CoD:MWII』
MP7A2が「VEL 46」の名称で登場。

『スペシャルフォース』
サブマシンガン系で装備可能。 装弾数40発。
『セブン・イヤーズ・オブ・ウォー』
アサルト兵が装備可能。
『ドールズフロントライン』
2020年の大型イベント、「特異点」から星5戦術人形、「Gr MP7」として登場。
『バーチャコップ3』
スペシャルウェポンの1つとして登場。
『ハーフライフ2』
ゴードン・フリーマンとコンバイン兵とレジスタンスが使用（グレネードランチャー装備）。
『バトルフィールドシリーズ』
『BF2』
工兵のアンロック武器として登場。また、一部MODでは工兵・衛生兵などのサブウェポンとして登場する。
『BF3』
COOPモードのアンロック武器として登場。様々なスコープやサプレッサー、タクティカルライトなどのオプションパーツを装備できる。
『BF4』
拡張パック「China Rising」にて実装。装弾数40発。
『BFH』

『メダル・オブ・オナー』
キャンペーン、マルチプレイモードで登場。キャンペーンではAFOウルフパックのデュースが装備し、サプレッサーとホロサイトを装備している。装弾数40+1発。
『メタルギアソリッド4』
ドレビンショップで購入可能な他、ステージ2の中盤、地雷を設置している敵兵から入手可能。サプレッサーが装着できない。
『モダンコンバット5:Blackout』
「BOSK4」の名称で登場し、クラス5のリーコンで使用可能。
『レインボーシックス ベガス』
『レインボーシックス ベガス 2』
レーザーサイトやスコープなどの追加装備を装着することが可能。
『レインボーシックス シージ』
GSG9オペレーターBANDITが使用、サイトやマズルなどのアタッチメントを装備可能。装弾数30+1

『レッドクルシブル2』
「VENOM」という名称で登場。